# Mesquita (kommun i Brasilien, Minas Gerais)
Mesquita är en kommun i Brasilien.   Den ligger i delstaten Minas Gerais, i den sydöstra delen av landet, 700 km sydost om huvudstaden Brasília. Antalet invånare är 6 072.
Omgivningarna runt Mesquita är huvudsakligen savann. Runt Mesquita är det ganska glesbefolkat, med 34 invånare per kvadratkilometer.